# Heinz Büker
Heinz Büker (Oberhausen, Alemania, 6 de julio de 1941) es un deportista alemán que compitió para la RFA en piragüismo en la modalidad de aguas tranquilas.
Participó en los Juegos Olímpicos de Tokio 1964, obteniendo una medalla de bronce en la prueba de K2 1000 m. Ganó dos medallas en el Campeonato Mundial de Piragüismo en los años 1963 y 1966.

## Palmarés internacional
| Representando al Equipo Alemán Unificado |                       |                   |             |
| Juegos Olímpicos                         |                       |                   |             |
| Año                                      | Lugar                 | Medalla           | Competición |
| 1964                                     | Tokio (Japón)         | Medalla de bronce | K2 1000 m   |
| Representando a la RFA                   |                       |                   |             |
| Campeonato Mundial                       |                       |                   |             |
| Año                                      | Lugar                 | Medalla           | Competición |
| 1963                                     | Jajce (Yugoslavia)    | Medalla de bronce | K2 500 m    |
| 1966                                     | Berlín Oriental (RDA) | Medalla de plata  | K2 500 m    |